# ATP Finals
Nitto ATP Finals, tên chính thức là ATP Finals, là giải đấu quần vợt nam cuối cùng trong năm, quy tụ 8 tay vợt nam đứng đầu bảng xếp hạng thế giới.
Không như các giải đấu quần vợt khác, ATP Finals không tiến hành theo thể thức loại trực tiếp suốt cả giải. 8 tay vợt được chia thành 2 bảng, mỗi bảng gồm 4 tay vợt, thi đấu theo thể thức vòng tròn một lượt ở từng nhóm. 2 tay vợt xếp đầu mỗi bvào bán kết, 2 người thắng ở bán kết gặp nhau ở chung kết để xác định nhà vô địch.

## Lịch sử của giải
Giải đấu thực sự được coi là cuộc cách mạng thứ ba của các giải đấu quần vợt được bắt đầu từ năm 1970. Ban đầu giải có tên The Masters, được Liên đoàn quần vợt Quốc tế (ITF) tổ chức. The Masters là giải đấu cuối năm giữa các tay vợt hàng đầu của các giải đấu nam, nhưng thành tích của giải không được tính vào thành tích chung trong cả năm. Năm 1990, Hiệp hội quần vợt nhà nghề (ATP) tham gia vào việc điều hành các giải đấu nam và thay The Masters bằng ATP Tour World Championship (Giải vô địch thế giới ATP). Lần này thành tích của giải được tính vào thành tích chung của tay vợt tham dự. Nhà vô địch kiếm được số điểm bằng với việc thắng một trong bốn giải Grand Slam. ITF vẫn còn điều hành các giải Grand Slam đã tạo ra một giải đấu cạnh tranh có tên Grand Slam Cup, quy tụ 16 tay vợt có thành tích tốt nhất ở các giải Grand Slam trong năm. Tháng 12 năm 1999, ATP và ITF thỏa thuận với nhau không tiếp tục tạo ra hai giải đấu riêng biệt nữa và thành lập ra một giải do cả hai tổ chức cùng điều hành, lấy tên Tennis Masters Cup. Cũng như The Masters và ATP Tour World Championships, Masters Cup gồm 8 tay vợt hàng đầu tham dự, theo bảng xếp hạng ATP Race. Tuy nhiên, theo luật của giải đấu, tay vợt xếp thứ 8 trong bảng xếp hạng ATP Race không đảm bảo một suất tham dự. Nếu có tay vợt giành được một trong 4 giải Grand Slam trong năm có thứ hạng thấp hơn 8 nhưng vẫn trong 20 thứ hạng đầu sẽ giành được quyền tham dự, thay vì tay vợt hạng 8. Nếu có hai tay vợt ngoài hạng 8 cùng vô địch các giải Grand Slam trong năm, tay vợt có thứ hạng cao hơn trong bảng xếp hạng sẽ giành quyền tham dự.
Từ năm 2009, Masters Cup lại được đổi tên là ATP World Tour Finals (Giải đấu chung kết ATP) và được tổ chức tại The O2 Arena ở London từ 2009 đến 2020.
Trong nhiều năm, các tay vợt tham gia đấu đôi ở một giải đấu khác tổ chức sau giải đơn 1 tuần. Gần đây cả hai nội dung được tổ chức chung. Cũng như giải đơn, 8 cặp đôi hàng đầu tham dự và cũng chia thành 2 nhóm đấu vòng tròn một lượt, bán kết và chung kết.
Djokovic đang là người dẫn đầu với 7 lần vô địch giải này, xếp tiếp theo là ngôi sao Roger Federer đã giải nghệ với 6 lần lên ngôi vô địch và các cựu số 1 thế giới Pete Sampras, Ivan Lendl mỗi người 5 lần vô địch.
Djokovic là người lập và đang giữ kỷ lục là tay vợt vô địch 4 năm liên tiếp từ năm 2012–2015.

## Nhà vô địch

### Đơn nam
| Địa điểm  | Năm  | Vô địch                  | Tỷ số                                    | Á quân                |
| --------- | ---- | ------------------------ | ---------------------------------------- | --------------------- |
| Tokyo     | 1970 | Stan Smith (1/1)         | Vòng bảng                                | Rod Laver             |
| Paris     | 1971 | Ilie Năstase (1/4)       | Vòng bảng                                | Stan Smith            |
| Barcelona | 1972 | Ilie Năstase (2/4)       | 6–3, 6–2, 3–6, 2–6, 6–3                  | Stan Smith            |
| Boston    | 1973 | Ilie Năstase (3/4)       | 6–3, 7–5, 4–6, 6–3                       | Tom Okker             |
| Melbourne | 1974 | Guillermo Vilas (1/1)    | 7–6(8–6), 6–2, 3–6, 3–6, 6–4             | Ilie Năstase          |
| Stockholm | 1975 | Ilie Năstase (4/4)       | 6–2, 6–2, 6–1                            | Björn Borg            |
| Houston   | 1976 | Manuel Orantes (1/1)     | 5–7, 6–2, 0–6, 7–6(7–1), 6–1             | Wojciech Fibak        |
| New York  | 1977 | Jimmy Connors (1/1)      | 6–4, 1–6, 6–4                            | Björn Borg            |
| New York  | 1978 | John McEnroe (1/3)       | 6–7(5–7), 6–3, 7–5                       | Arthur Ashe           |
| New York  | 1979 | Björn Borg (1/2)         | 6–2, 6–2                                 | Vitas Gerulaitis      |
| New York  | 1980 | Björn Borg (2/2)         | 6–4, 6–2, 6–2                            | Ivan Lendl            |
| New York  | 1981 | Ivan Lendl (1/5)         | 6–7(5–7), 2–6, 7–6(8–6), 6–2, 6–4        | Vitas Gerulaitis      |
| New York  | 1982 | Ivan Lendl (2/5)         | 6–4, 6–4, 6–2                            | John McEnroe          |
| New York  | 1983 | John McEnroe (2/3)       | 6–3, 6–4, 6–4                            | Ivan Lendl            |
| New York  | 1984 | John McEnroe (3/3)       | 7–5, 6–0, 6–4                            | Ivan Lendl            |
| New York  | 1985 | Ivan Lendl (3/5)         | 6–2, 7–6(7–4), 6–3                       | Boris Becker          |
| New York  | 1986 | Ivan Lendl (4/5)         | 6–4, 6–4, 6–4                            | Boris Becker          |
| New York  | 1987 | Ivan Lendl (5/5)         | 6–2, 6–2, 6–3                            | Mats Wilander         |
| New York  | 1988 | Boris Becker (1/3)       | 5–7, 7–6(7–5), 3–6, 6–2, 7–6(7–5)        | Ivan Lendl            |
| New York  | 1989 | Stefan Edberg (1/1)      | 4–6, 7–6(8–6), 6–3, 6–1                  | Boris Becker          |
| Frankfurt | 1990 | Andre Agassi (1/1)       | 5–7, 7–6(7–5), 7–5, 6–2                  | Stefan Edberg         |
| Frankfurt | 1991 | Pete Sampras (1/5)       | 3–6, 7–6(7–5), 6–3, 6–4                  | Jim Courier           |
| Frankfurt | 1992 | Boris Becker (2/3)       | 6–4, 6–3, 7–5                            | Jim Courier           |
| Frankfurt | 1993 | Michael Stich (1/1)      | 7–6(7–3), 2–6, 7–6(9–7), 6–2             | Pete Sampras          |
| Frankfurt | 1994 | Pete Sampras (2/5)       | 4–6, 6–3, 7–5, 6–4                       | Boris Becker          |
| Frankfurt | 1995 | Boris Becker (3/3)       | 7–6(7–3), 6–0, 7–6(7–5)                  | Michael Chang         |
| Hanover   | 1996 | Pete Sampras (3/5)       | 3–6, 7–6(7–5), 7–6(7–4), 6–7(11–13), 6–4 | Boris Becker          |
| Hanover   | 1997 | Pete Sampras (4/5)       | 6–3, 6–2, 6–2                            | Yevgeny Kafelnikov    |
| Hanover   | 1998 | Àlex Corretja (1/1)      | 3–6, 3–6, 7–5, 6–3, 7–5                  | Carlos Moyá           |
| Hanover   | 1999 | Pete Sampras (5/5)       | 6–1, 7–5, 6–4                            | Andre Agassi          |
| Lisbon    | 2000 | Gustavo Kuerten (1/1)    | 6–4, 6–4, 6–4                            | Andre Agassi          |
| Sydney    | 2001 | Lleyton Hewitt (1/2)     | 6–3, 6–3, 6–4                            | Sébastien Grosjean    |
| Shanghai  | 2002 | Lleyton Hewitt (2/2)     | 7–5, 7–5, 2–6, 2–6, 6–4                  | Juan Carlos Ferrero   |
| Houston   | 2003 | Roger Federer (1/6)      | 6–3, 6–0, 6–4                            | Andre Agassi          |
| Houston   | 2004 | Roger Federer (2/6)      | 6–3, 6–2                                 | Lleyton Hewitt        |
| Shanghai  | 2005 | David Nalbandian (1/1)   | 6–7(4–7), 6–7(11–13), 6–2, 6–1, 7–6(7–3) | Roger Federer         |
| Shanghai  | 2006 | Roger Federer (3/6)      | 6–0, 6–3, 6–4                            | James Blake           |
| Shanghai  | 2007 | Roger Federer (4/6)      | 6–2, 6–3, 6–2                            | David Ferrer          |
| Shanghai  | 2008 | Novak Djokovic (1/7)     | 6–1, 7–5                                 | Nikolay Davydenko     |
| London    | 2009 | Nikolay Davydenko (1/1)  | 6–3, 6–4                                 | Juan Martín del Potro |
| London    | 2010 | Roger Federer (5/6)      | 6–3, 3–6, 6–1                            | Rafael Nadal          |
| London    | 2011 | Roger Federer (6/6)      | 6–3, 6–7(6–8), 6–3                       | Jo-Wilfried Tsonga    |
| London    | 2012 | Novak Djokovic (2/7)     | 7–6(8–6), 7–5                            | Roger Federer         |
| London    | 2013 | Novak Djokovic (3/7)     | 6–3, 6–4                                 | Rafael Nadal          |
| London    | 2014 | Novak Djokovic (4/7)     | Bỏ cuộc                                  | Roger Federer         |
| London    | 2015 | Novak Djokovic (5/7)     | 6–3, 6–4                                 | Roger Federer         |
| London    | 2016 | Andy Murray (1/1)        | 6–3, 6–4                                 | Novak Djokovic        |
| London    | 2017 | Grigor Dimitrov (1/1)    | 7–5, 4–6, 6–3                            | David Goffin          |
| London    | 2018 | Alexander Zverev (1/2)   | 6–4, 6–3                                 | Novak Djokovic        |
| London    | 2019 | Stefanos Tsitsipas (1/1) | 6–7(6–8), 6–2, 7–6(7–4)                  | Dominic Thiem         |
| London    | 2020 | Daniil Medvedev (1/1)    | 4–6, 7–6(7–2), 6–4                       | Dominic Thiem         |
| Turin     | 2021 | Alexander Zverev (2/2)   | 6–4, 6–4                                 | Daniil Medvedev       |
| Turin     | 2022 | Novak Djokovic (6/7)     | 7–5, 6–3                                 | Casper Ruud           |
| Turin     | 2023 | Novak Djokovic (7/7)     | 6–3, 6–3                                 | Jannik Sinner         |
| Turin     | 2024 | Jannik Sinner (1/1)      | 6–4, 6–4                                 | Taylor Fritz          |

### Đôi nam
| Địa điểm     | Năm  | Vô địch                                         | Tỷ số                             | Á quân                                |
| ------------ | ---- | ----------------------------------------------- | --------------------------------- | ------------------------------------- |
| Tokyo        | 1970 | Stan Smith (1/1) Arthur Ashe (1/1)              | Vòng bảng                         | Jan Kodeš Rod Laver                   |
| Stockholm    | 1975 | Juan Gisbert (1/1) Manuel Orantes (1/1)         | Vòng bảng                         | Jürgen Fassbender Hans-Jürgen Pohmann |
| Houston      | 1976 | Fred McNair (1/1) Sherwood Stewart (1/1)        | 6–3, 5–7, 5–7, 6–4, 6–4           | Brian Gottfried Raúl Ramírez          |
| New York     | 1977 | Bob Hewitt (1/1) Frew McMillan (1/1)            | 7–5, 7–6, 6–3                     | Robert Lutz Stan Smith                |
| New York     | 1978 | Peter Fleming (1/7) John McEnroe (1/7)          | 6–4, 6–2, 6–4                     | Wojciech Fibak Tom Okker              |
| New York     | 1979 | Peter Fleming (2/7) John McEnroe (2/7)          | 6–3, 7–6, 6–1                     | Wojciech Fibak Tom Okker              |
| New York     | 1980 | Peter Fleming (3/7) John McEnroe (3/7)          | 6–4, 6–3                          | Peter McNamara Paul McNamee           |
| New York     | 1981 | Peter Fleming (4/7) John McEnroe (4/7)          | 6–3, 6–3                          | Kevin Curren Steve Denton             |
| New York     | 1982 | Peter Fleming (5/7) John McEnroe (5/7)          | 7–5, 6–3                          | Sherwood Stewart Ferdi Taygan         |
| New York     | 1983 | Peter Fleming (6/7) John McEnroe (6/7)          | 6–2, 6–2                          | Pavel Složil Tomáš Šmíd               |
| New York     | 1984 | Peter Fleming (7/7) John McEnroe (7/7)          | 6–3, 6–1                          | Mark Edmondson Sherwood Stewart       |
| New York     | 1985 | Stefan Edberg (1/2) Anders Järryd (1/3)         | 6–1, 7–6(7–5)                     | Joakim Nyström Mats Wilander          |
| London       | 1986 | Stefan Edberg (2/2) Anders Järryd (2/3)         | 6–3, 7–6(7–2), 6–3                | Guy Forget Yannick Noah               |
| London       | 1987 | Miloslav Mečíř (1/1) Tomáš Šmíd (1/1)           | 6–4, 7–5, 6–7(5–7), 6–3           | Ken Flach Robert Seguso               |
| London       | 1988 | Rick Leach (1/3) Jim Pugh (1/1)                 | 6–4, 6–3, 2–6, 6–0                | Sergio Casal Emilio Sánchez           |
| London       | 1989 | Jim Grabb (1/1) Patrick McEnroe (1/1)           | 7–5, 7–6(7–4), 5–7, 6–3           | John Fitzgerald Anders Järryd         |
| Gold Coast   | 1990 | Guy Forget (1/1) Jakob Hlasek (1/1)             | 6–4, 7–6(7–5), 5–7, 6–4           | Sergio Casal Emilio Sánchez           |
| Johannesburg | 1991 | John Fitzgerald (1/1) Anders Järryd (3/3)       | 6–4, 6–4, 2–6, 6–4                | Ken Flach Robert Seguso               |
| Johannesburg | 1992 | Todd Woodbridge (1/2) Mark Woodforde (1/2)      | 6–2, 7–6(7–4), 5–7, 3–6, 6–3      | John Fitzgerald Anders Järryd         |
| Johannesburg | 1993 | Jacco Eltingh (1/2) Paul Haarhuis (1/2)         | 7–6(7–4), 7–6(7–5), 6–4           | Todd Woodbridge Mark Woodforde        |
| Jakarta      | 1994 | Jan Apell (1/1) Jonas Björkman (1/2)            | 6–4, 4–6, 4–6, 7–6(7–5), 7–6(8–6) | Todd Woodbridge Mark Woodforde        |
| Eindhoven    | 1995 | Grant Connell (1/1) Patrick Galbraith (1/1)     | 7–6(8–6), 7–6(8–6), 3–6, 7–6(7–2) | Jacco Eltingh Paul Haarhuis           |
| Hartford     | 1996 | Todd Woodbridge (2/2) Mark Woodforde (2/2)      | 6–4, 5–7, 6–2, 7–6(7–3)           | Sébastien Lareau Alex O'Brien         |
| Hartford     | 1997 | Rick Leach (2/3) Jonathan Stark (1/1)           | 6–3, 6–4, 7–6(7–3)                | Mahesh Bhupathi Leander Paes          |
| Hartford     | 1998 | Jacco Eltingh (2/2) Paul Haarhuis (2/2)         | 6–4, 6–2, 7–5                     | Mark Knowles Daniel Nestor            |
| Hartford     | 1999 | Sébastien Lareau (1/1) Alex O'Brien (1/1)       | 6–3, 6–2, 6–2                     | Mahesh Bhupathi Leander Paes          |
| Bangalore    | 2000 | Donald Johnson (1/1) Piet Norval (1/1)          | 7–6(10–8), 6–3, 6–4               | Mahesh Bhupathi Leander Paes          |
| Bangalore    | 2001 | Ellis Ferreira (1/1) Rick Leach (3/3)           | 6–7(6–8), 7–6(7–2), 6–4, 6–4      | Petr Pála Pavel Vízner                |
| Houston      | 2003 | Bob Bryan (1/4) Mike Bryan (1/5)                | 6–7(6–8), 6–3, 3–6, 7–6(7–3), 6–4 | Michaël Llodra Fabrice Santoro        |
| Houston      | 2004 | Bob Bryan (2/4) Mike Bryan (2/5)                | 4–6, 7–5, 6–4, 6–2                | Wayne Black Kevin Ullyett             |
| Shanghai     | 2005 | Michaël Llodra (1/1) Fabrice Santoro (1/1)      | 6–7(6–8), 6–3, 7–6(7–4)           | Leander Paes Nenad Zimonjić           |
| Shanghai     | 2006 | Jonas Björkman (2/2) Max Mirnyi (1/2)           | 6–2, 6–4                          | Mark Knowles Daniel Nestor            |
| Shanghai     | 2007 | Mark Knowles (1/1) Daniel Nestor (1/4)          | 6–2, 6–3                          | Simon Aspelin Julian Knowle           |
| Shanghai     | 2008 | Daniel Nestor (2/4) Nenad Zimonjić (1/2)        | 7–6(7–3), 6–2                     | Bob Bryan Mike Bryan                  |
| London       | 2009 | Bob Bryan (3/4) Mike Bryan (3/5)                | 7–6(7–5), 6–3                     | Max Mirnyi Andy Ram                   |
| London       | 2010 | Daniel Nestor (3/4) Nenad Zimonjić (2/2)        | 7–6(8–6), 6–4                     | Mahesh Bhupathi Max Mirnyi            |
| London       | 2011 | Max Mirnyi (2/2) Daniel Nestor (4/4)            | 7–5, 6–3                          | Mariusz Fyrstenberg Marcin Matkowski  |
| London       | 2012 | Marcel Granollers (1/1) Marc López (1/1)        | 7–5, 3–6, [10–3]                  | Mahesh Bhupathi Rohan Bopanna         |
| London       | 2013 | David Marrero (1/1) Fernando Verdasco (1/1)     | 7–5, 6–7(3–7), [10–7]             | Bob Bryan Mike Bryan                  |
| London       | 2014 | Bob Bryan (4/4) Mike Bryan (4/5)                | 6–7(5–7), 6–2, [10–7]             | Ivan Dodig Marcelo Melo               |
| London       | 2015 | Jean-Julien Rojer (1/1) Horia Tecău (1/1)       | 6–4, 6–3                          | Rohan Bopanna Florin Mergea           |
| London       | 2016 | Henri Kontinen (1/2) John Peers (1/2)           | 2–6, 6–1, [10–8]                  | Raven Klaasen Rajeev Ram              |
| London       | 2017 | Henri Kontinen (2/2) John Peers (2/2)           | 6–4, 6–2                          | Łukasz Kubot Marcelo Melo             |
| London       | 2018 | Jack Sock (1/1) Mike Bryan (5/5)                | 5–7, 6–1, [13–11]                 | Pierre-Hugues Herbert Nicolas Mahut   |
| London       | 2019 | Pierre-Hugues Herbert (1/2) Nicolas Mahut (1/2) | 6–3, 6–4                          | Raven Klaasen Michael Venus           |
| London       | 2020 | Wesley Koolhof (1/1) Nikola Mektić (1/1)        | 6–2, 3–6, [10–5]                  | Jürgen Melzer Édouard Roger-Vasselin  |
| Turin        | 2021 | Pierre-Hugues Herbert (2/2) Nicolas Mahut (2/2) | 6–4, 7–6(7–0)                     | Rajeev Ram Joe Salisbury              |
| Turin        | 2022 | Rajeev Ram (1/2) Joe Salisbury (1/2)            | 7–6(7–4), 6–4                     | Nikola Mektić Mate Pavić              |
| Turin        | 2023 | Rajeev Ram (2/2) Joe Salisbury (2/2)            | 6–3, 6–4                          | Marcel Granollers Horacio Zeballos    |
| Turin        | 2024 | Kevin Krawietz (1/1) Tim Pütz (1/1)             | 7–6(7–5), 7–6(8–6)                | Marcelo Arévalo Mate Pavić            |

## Thứ tự các tay vợt vô địch đơn
Dưới đây là bảng thống kê số lần vô địch của các tay vợt, xếp theo số lần vô địch và thứ tự thời gian.
| Tay vợt            | Quốc gia    | Số lần | Năm                                      |
| ------------------ | ----------- | ------ | ---------------------------------------- |
| Novak Djokovic     | Serbia      | 7      | 2008, 2012, 2013, 2014, 2015, 2022, 2023 |
| Roger Federer      | Thụy Sĩ     | 6      | 2003, 2004, 2006, 2007, 2010, 2011       |
| Ivan Lendl         | Tiệp Khắc   | 5      | 1981, 1982, 1985, 1986, 1987             |
| Pete Sampras       | Hoa Kỳ      | 5      | 1991, 1994, 1996, 1997, 1999             |
| Ilie Năstase       | România     | 4      | 1971, 1972, 1973, 1975                   |
| John McEnroe       | Hoa Kỳ      | 3      | 1978, 1983, 1984                         |
| Boris Becker       | Đức         | 3      | 1988, 1992, 1995                         |
| Björn Borg         | Thụy Điển   | 2      | 1979, 1980                               |
| Lleyton Hewitt     | Úc          | 2      | 2001, 2002                               |
| Alexander Zverev   | Đức         | 2      | 2018, 2021                               |
| Stan Smith         | Hoa Kỳ      | 1      | 1970                                     |
| Guillermo Vilas    | Argentina   | 1      | 1974                                     |
| Manuel Orantes     | Tây Ban Nha | 1      | 1976                                     |
| Jimmy Connors      | Hoa Kỳ      | 1      | 1977                                     |
| Stefan Edberg      | Thụy Điển   | 1      | 1989                                     |
| Andre Agassi       | Hoa Kỳ      | 1      | 1990                                     |
| Michael Stich      | Đức         | 1      | 1993                                     |
| Àlex Corretja      | Tây Ban Nha | 1      | 1998                                     |
| Gustavo Kuerten    | Brasil      | 1      | 2000                                     |
| David Nalbandian   | Argentina   | 1      | 2005                                     |
| Nikolay Davydenko  | Nga         | 1      | 2009                                     |
| Andy Murray        | Anh Quốc    | 1      | 2016                                     |
| Grigor Dimitrov    | Bulgaria    | 1      | 2017                                     |
| Stefanos Tsitsipas | Hy Lạp      | 1      | 2019                                     |
| Daniil Medvedev    | Nga         | 1      | 2020                                     |

## Danh sách các tay vợt tham gia
Tính từ khi là giải có tên là Tennis Masters Cup (từ 2000 đến nay).
| Tay vợt               | Số lần tham dự | Trận | Thắng/ Thua | Tỉ lệ thắng (%) | Năm tham dự                  | Thành tích tốt nhất                    |
| --------------------- | -------------- | ---- | ----------- | --------------- | ---------------------------- | -------------------------------------- |
| Andre Agassi          | 5              | 11   | 4–7         | 36.36           | 2000, 2001, 2002, 2003, 2005 | Á quân (1999, 2000)                    |
| James Blake           | 1              | 5    | 3–2         | 60              | 2006                         | Á quân (2006)                          |
| Tomáš Berdych         | 1              | 3    | 1–2         | 33.33           | 2010                         | Vòng bảng (2010)                       |
| Guillermo Coria       | 3              | 8    | 1–7         | 13              | 2003–2005                    | Vòng bảng (2003, 2005)                 |
| Àlex Corretja         | 1              | 3    | 1–2         | 33.33           | 2000                         | Vòng bảng (2000)                       |
| Albert Costa          | 1              | 3    | 1–2         | 33.33           | 2002                         | Vòng bảng (2002)                       |
| Nikolay Davydenko     | 5              | 20   | 12–8        | 60              | 2005–2009                    | Vô địch (2009)                         |
| Juan Martín del Potro | 1              | 3    | 1–2         | 33.33           | 2008, 2009                   | Á quân (2009)                          |
| Novak Đoković         | 4              | 15   | 7–8         | 46.67           | 2007–2010                    | Vô địch (2008)                         |
| Roger Federer         | 9              | 41   | 34–7        | 82.93           | 2002–2010                    | Vô địch (2003, 2004, 2006, 2007, 2010) |
| David Ferrer          | 2              | 8    | 4–4         | 50              | 2007–10                      | Á quân (2007)                          |
| Juan Carlos Ferrero   | 3              | 12   | 6–6         | 50              | 2001–2003                    | Á quân (2002)                          |
| Richard Gasquet       | 1              | 3    | 1–2         | 33.33           | 2007                         | Vòng bảng (2007)                       |
| Gastón Gaudio         | 2              | 7    | 2–5         | 29              | 2004, 2005                   | Bán kết (2005)                         |
| Fernando González     | 2              | 5    | 2–3         | 40              | 2005(tt), 2007               | Vòng bảng (2005, 2007)                 |
| Sébastien Grosjean    | 1              | 5    | 3–2         | 60              | 2001                         | Á quân (2001)                          |
| Tim Henman            | 1              | 3    | 1–2         | 33.33           | 2004                         | Vòng bảng (2004)                       |
| Lleyton Hewitt        | 4              | 18   | 13–5        | 72.22           | 2000–2002, 2004              | Vô địch (2001, 2002)                   |
| Goran Ivanišević      | 1              | 3    | 1–2         | 33.33           | 2001                         | Vòng bảng (2001)                       |
| Thomas Johansson      | 1              | 1    | 0–1         | 0               | 2002(tt)                     | Vòng bảng (2002)                       |
| Yevgeny Kafelnikov    | 2              | 7    | 4–3         | 57.14           | 2000–01                      | Bán kết (2001)                         |
| Gustavo Kuerten       | 2              | 8    | 4–4         | 50              | 2000–01                      | Vô địch (2000)                         |
| Ivan Ljubičić         | 2              | 6    | 2–4         | 33.33           | 2005–06                      | Vòng bảng (2005)                       |
| Carlos Moyà           | 3              | 10   | 5–5         | 50              | 2002–03–04                   | Bán kết (2002)                         |
| Andy Murray           | 4              | 16   | 12–4        | 75              | 2008–09–10                   | Bán kết (2008, 2010)                   |
| Rafael Nadal          | 4              | 16   | 8–8         | 50              | 2006–07–09–10                | Chung kết (2010, 2013)                 |
| David Nalbandian      | 3              | 13   | 6–7         | 46.15           | 2003–05–06                   | Vô địch (2005)                         |
| Magnus Norman         | 1              | 3    | 0–3         | 0               | 2000                         | Vòng bảng (2000)                       |
| Jiří Novák            | 1              | 3    | 1–2         | 33.33           | 2002                         | Vòng bảng (2002)                       |
| Mariano Puerta        | 1              | 3    | 0–3         | 0               | 2005(tt)                     | Vòng bảng (2005)                       |
| Patrick Rafter        | 1              | 3    | 0–3         | 0               | 2001                         | Vòng bảng (2001)                       |
| Tommy Robredo         | 1              | 3    | 1–2         | 33.33           | 2006                         | Vòng bảng (2006)                       |
| Andy Roddick          | 6              | 19   | 8–11        | 42.11           | 2003–04–06–07–08–10          | Bán kết (2003, 2004, 2007)             |
| Marat Safin           | 3              | 11   | 4–7         | 36.37           | 2000–02–04                   | Bán kết (2000, 2004)                   |
| Pete Sampras          | 1              | 4    | 2–2         | 50              | 2000                         | Bán kết (2000)                         |
| Rainer Schüttler      | 1              | 4    | 2–2         | 50              | 2003                         | Bán kết (2003)                         |
| Gilles Simon          | 1              | 4    | 2–2         | 50              | 2008(tt)                     | Bán kết (2008)                         |
| Radek Štěpánek        | 1              | 2    | 0–2         | 0               | 2008(tt)                     | Vòng bảng (2008)                       |
| Jo–Wilfried Tsonga    | 1              | 3    | 1–2         | 33.33           | 2008                         | Vòng bảng (2008)                       |

Chú thích: tt = tay vợt thay thế cho tay vợt có suất nhưng không tham dự hoặc bỏ cuộc giữa chừng

## Thống kê
- Các tay vợt vô địch giải đấu mà không thua trận nào (từ 1990):
  1.  Michael Stich, Đức, 1993
  2.  Lleyton Hewitt, Úc, 2001
  3.  Roger Federer, 2003, 2004, 2006, 2010, 2011
  4.  Novak Djokovic, 2012,2013,2014
- Các tay vợt bảo vệ thành công chức vô địch:
  1.  Ilie Năstase: 1971–1973
  2.  Björn Borg: 1979–80
  3.  Ivan Lendl (2): 1981–1982; 1985–1987
  4.  John McEnroe: 1983–1984
  5.  Pete Sampras: 1996–1997
  6.  Lleyton Hewitt: 2001–2002
  7.  Roger Federer (3): 2003–2004; 2006–2007; 2010–2011
  8.  Novak Diokovic (4): 2012–2013; 2013–2014; 2014-15; 2022-23
- Các tay vợt vô địch liên tiếp:

1.  Novak Djokovic: 04 lần từ 2012 – 2015
2.  Ivan Lendl: 03 lần từ 1985 – 1987
3.  Ilie Nastase: 03 lần từ 1971 – 1973
- Các tay vợt tham dự nhiều trận chung kết liên tiếp:

1.  Ivan Lendl, 9 (1980–1988)
2.  Ilie Năstase, 5 (1971–1975)
2.  Roger Federer, 5 (2003–2007)
3.  Novak Djokovic, 4 (2012–2015)
4.  Stan Smith, Mỹ, 3 (1970–1972)
4.  Boris Becker, Đức, 3 (1994–1996)